# Nintendo Zone

Nintendo Zone

Nintendo Zone è stato un servizio di distribuzione digitale realizzato da Nintendo per Nintendo DS, Nintendo DSi e Nintendo 3DS. Il servizio permetteva il download su console portatile di specifici contenuti scaricabili in base all'hotspot dotato di connessione ad Internet.
Attivato in Giappone nel 2008 in seguito ad una collaborazione con McDonald's, il sistema è stato successivamente esteso in America Settentrionale e in Europa. In Europa il servizio ha cessato le sue funzionalità il 28 marzo 2018.